# Kingmanův útes
Kingmanův útes (Kingman Reef) je korálový útes v Tichém oceánu, ležící v blízkosti rovníku. Od roku 1922 patří pod správu vlády USA; (pro statistické účely) spadá mezi její Menší odlehlé ostrovy.

## Poloha

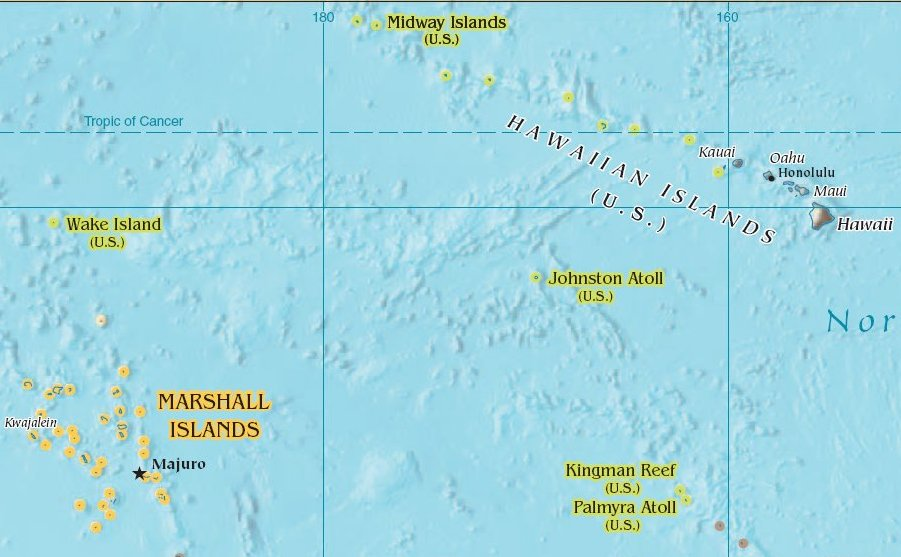
Ostrovy v okolí Havaje

Nachází se na souřadnicích 6°23′ severní šířky a 162°25′ západní délky, asi 61 km severozápadně od Palmyry a asi 1713 km od Honolulu.

## Historie
Útes objevil 14. června 1798 americký kapitán Edmund Fanning (1769–1841). V námořních mapách byl útes vyznačen jako „Danger Rock“ (česky „nebezpečná skála“). Útes prozkoumal a popsal až kapitán W. E. Kingman v lodi Shooting Star v roce 1853.
10. května 1922 byl Lorrinem A. Thurstonem Kingmanův útes formálně anektován ke Spojeným státům americkým. 29. prosince 1934 území útesu přešlo do jurisdikce US Navy. V letech 1937 a 1938 používala letecká společnost Pan Am lagunu uprostřed útesů jako noční zastávku pro hydroplány na cestě mezi Havají a Americkou Samoou. 1. září 2000 jurisdikce nad Kingmanovým útesem přešla z amerického námořnictva pod jeho ministerstvo vnitra a 18. ledna 2001 byl Kingmanův útes a jeho okolí do 22 km od pevniny, celkem o rozloze 1958 km², prohlášeno za národní přírodní rezervaci. 6. ledna 2009 byl útes označen za „národní námořní monument“ (marine national monument).

## Popis

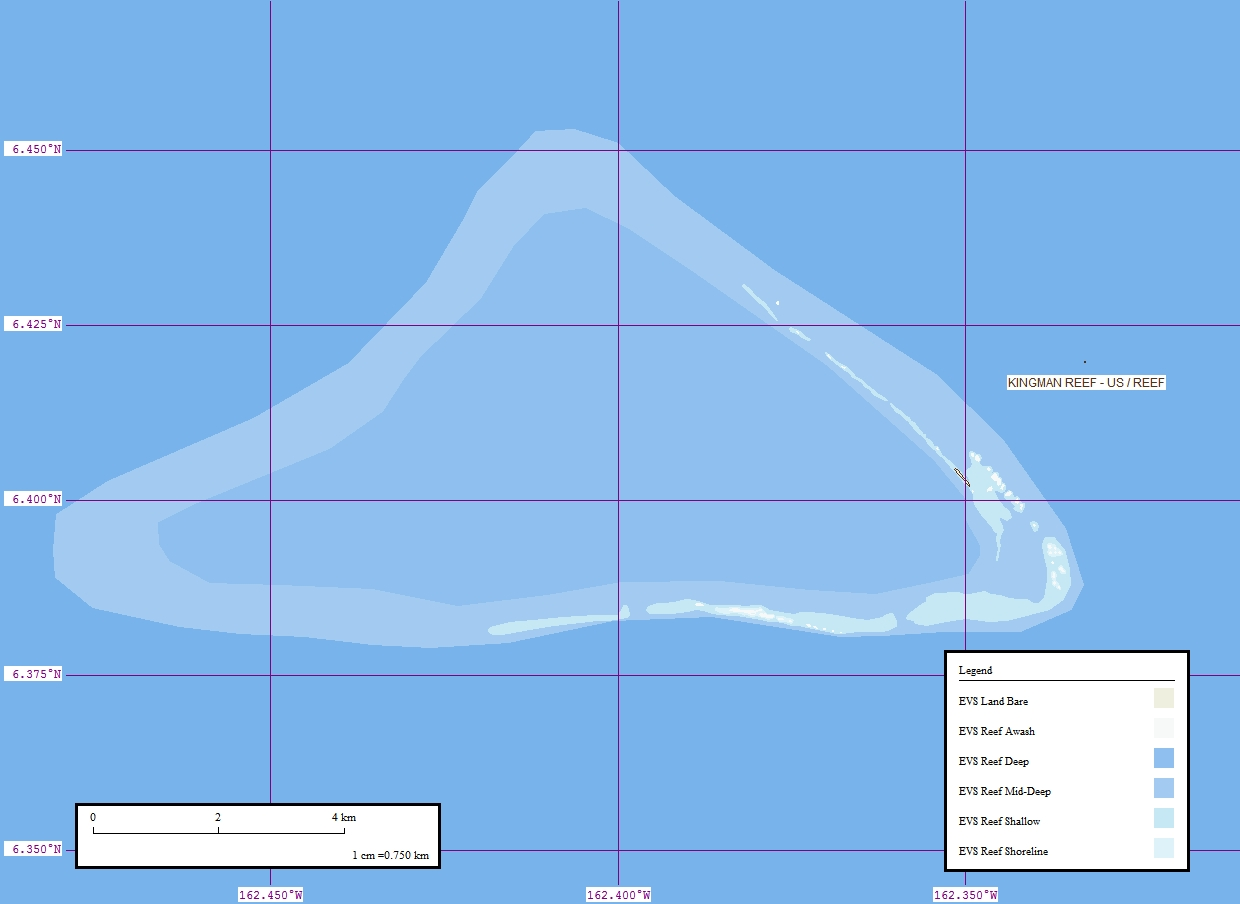

Kingmanův útes má přibližný tvar tupoúhlého trojúhelníku, o délce cca 18 km a výšce cca 9 km, kde samotný útes tvoří jeho obvod a v jeho středu podmořská hloubka opět klesá. Jeho severovýchodní strana zůstává ponořena pod hladinou oceánu, naopak jihovýchodní cíp se nepatrně rozšiřuje, ale jen do cca 8 m v jeho nejširším místě. Útes (v závislosti na přílivu a odlivu) vyčnívá maximálně několik stop nad mořskou hladinu, jeho nejvyšší bod ční asi jen 1,5 m nad hladinu, ale i tak je během přílivu omýván mořskými vlnami. Ty části útesu, které jsou většinu času nad hladinou, jsou tvořeny výspou kamenů a štěrku z vápence; ty, které jsou trvale nebo převážně pod vodou, mají charakter korálového útesu. Rozloha útesu jako celku je 76 km², nicméně rozloha části útesu nad mořskou hladinou je pouhých 0,012 km² (necelé 3 akry).

## Význam
Kingmanův útes poskytuje prostředí pro velmi rozmanité množství rostlin a živočichů žijících v korálových útesech, mj. několik druhů želv, 38 druhů mlžů, 225 druhů ryb a přes 200 druhů korálů, jejichž kolonie se odhadují na stáří až 5 000 let. Mezi podmořskou faunou je nezvykle velké procento predátorů, od menších ryb po barakudy a žraloky. Naopak není schopen poskytnout podmínky pro přímořské rostliny (např. palmy apod.), takže tyto (pokud se jejich semena vyplaví na pevninu útesu nebo při pokusu o umělou výsadbu v roce 1924) většinou rychle odumírají, neboť jediným zdrojem živin, který útes dokáže dát, je vápník ze schránek odumřelých korálů. Jinak útes neposkytuje žádné člověkem využitelné zdroje.
Vnitřní část trojúhelníkové oblasti útesu v minulosti sloužila jako přistávací plocha hydroplánů Sikorsky S-42B společnosti Pan Am při letech mezi Havají a Pago Pago v Americké Samoi. V té době u útesu kotvila i zásobovací loď North Wind se zásobami paliva, jídla a možností přespání pro pasažéry. Pan Am chtěla tuto trasu prodloužit na spojení USA s Austrálií a Novým Zélandem, ale 11. ledna 1938 jeden z hydroplánů krátce po vzletu z Pago Pago explodoval, všichni cestující i posádka zahynuli. Společnost Pan Am následně tuto trasu zrušila a spojení vedla přes Canton Island a Novou Kaledonii.
Samotný útes je poměrně nebezpečný pro lodní dopravu. Minimálně jedna loď na něm ztroskotala – dřevěná, pravděpodobně rybářská loď, poháněná lodním šroubem, nacházející se západně od severozápadní trojúhelníkové strany útesu. Podle serveru Wetlab se v jeho okolí šíří jistý druh hnědočerné kyanobakterie, které rozkládající se dřevo a železo pravděpodobně poskytuje příznivé podmínky pro její šíření a „zúrodňuje“ okolí vraku. Taktéž vrak této lodi byl nalezen silně ohořelý, přičemž požár měl nejspíš vzniknout před samotným nájezdem na útes.
Zajímavostí je, že v letech 1974, 1977, 1980, 1981, 1988, 1993 a 2000 se Kingmanův útes stal „ústředím“ radioamatérů, kteří zde na kratší období provozovali radiový kontakt s mnoha (až desetitisíci) dalšími radioamatéry ze širokého okolí, v rámci tzv. DX-pedition.
Poté, co se nejdříve formálně stal přírodní rezervací a posléze národní námořní památkou, je útes pro veřejnost nepřístupný. Výjimkou jsou vědecké expedice nebo (velmi zřídka) cesty „extrémních cestovatelů“ z projektu Most Traveled People, kteří si s předstihem vyřídí povolení u patřičných úřadů a na jejichž seznamu míst útes figuruje jako elitní položka.
Jinak je (geopolitický) význam Kingmanova útesu mizivý – útes neposkytuje dostatečné množství pevniny trvale nad mořskou hladinou.

## Galerie

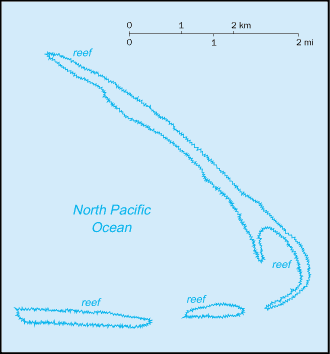
Generalizovaná mapa
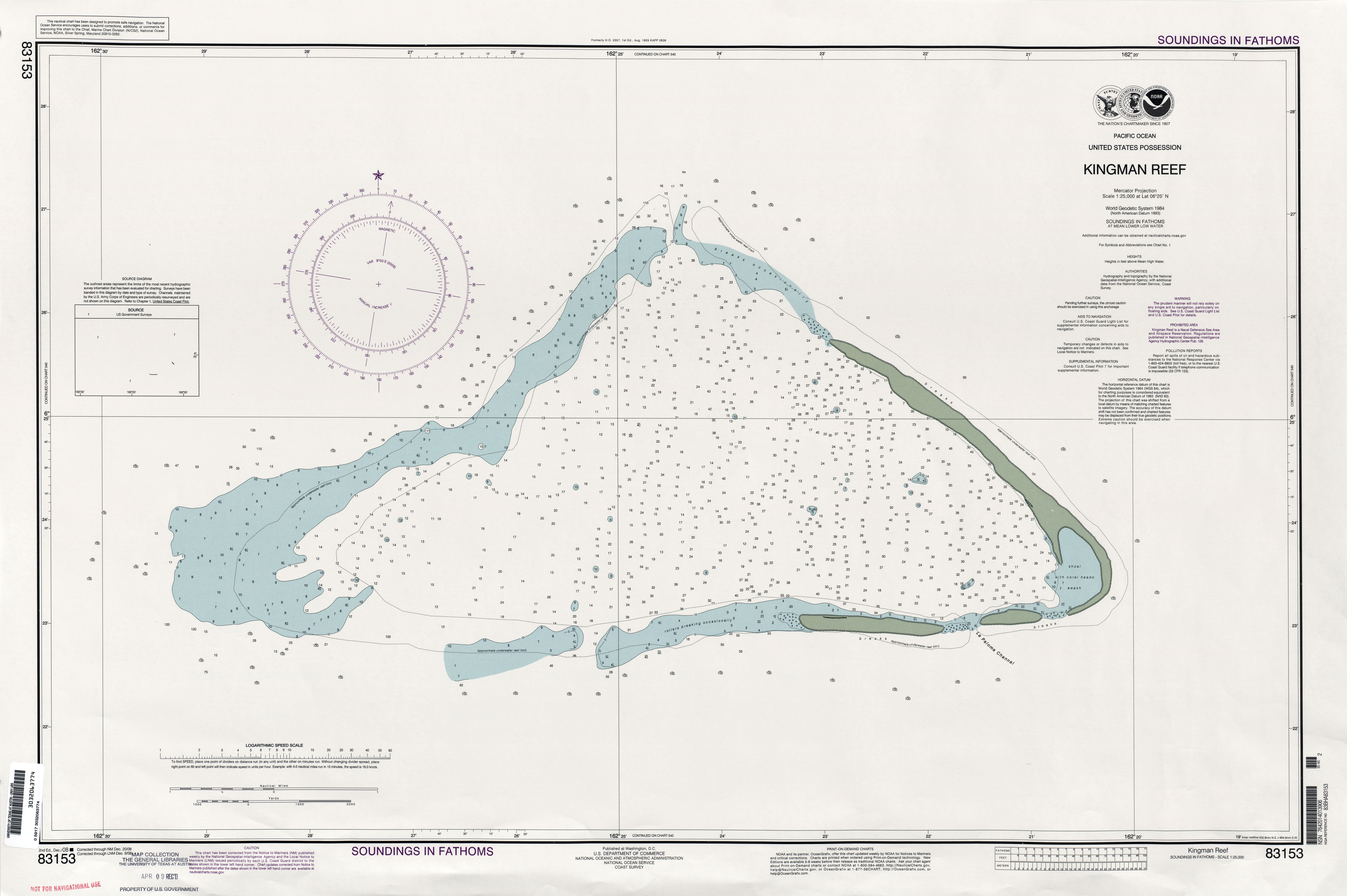
Námořní mapa vypracovaná Národním úřadem pro oceán a atmosféru
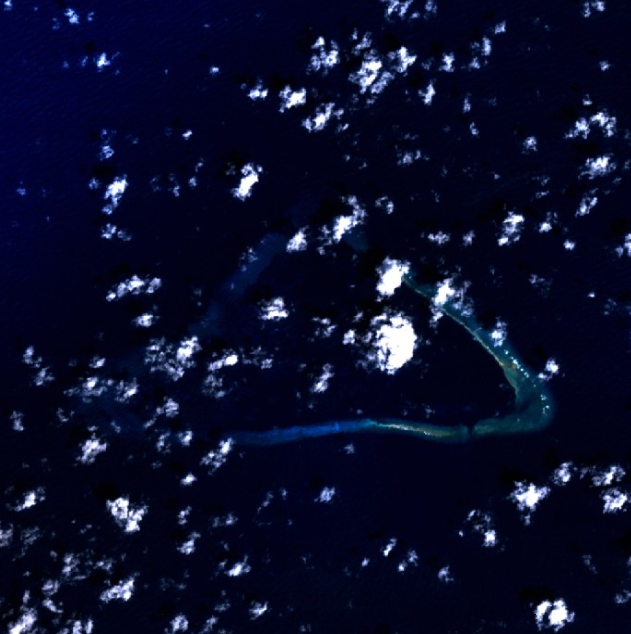
Satelitní snímek NASA NLT Landsat 7
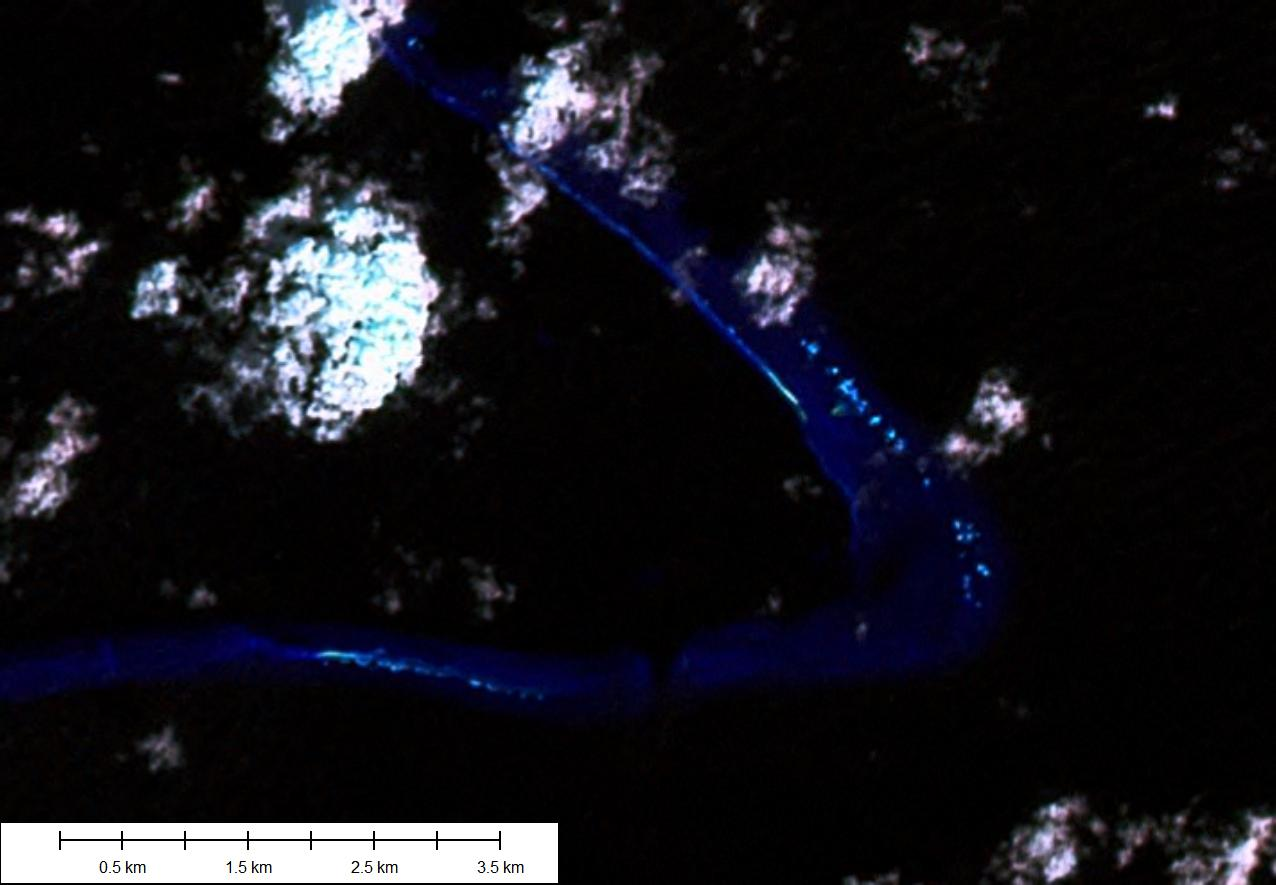
Detail satelitní fotografie
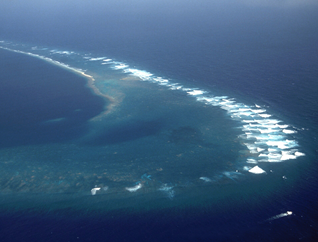
Letecká fotografie jihovýchodní části útesu
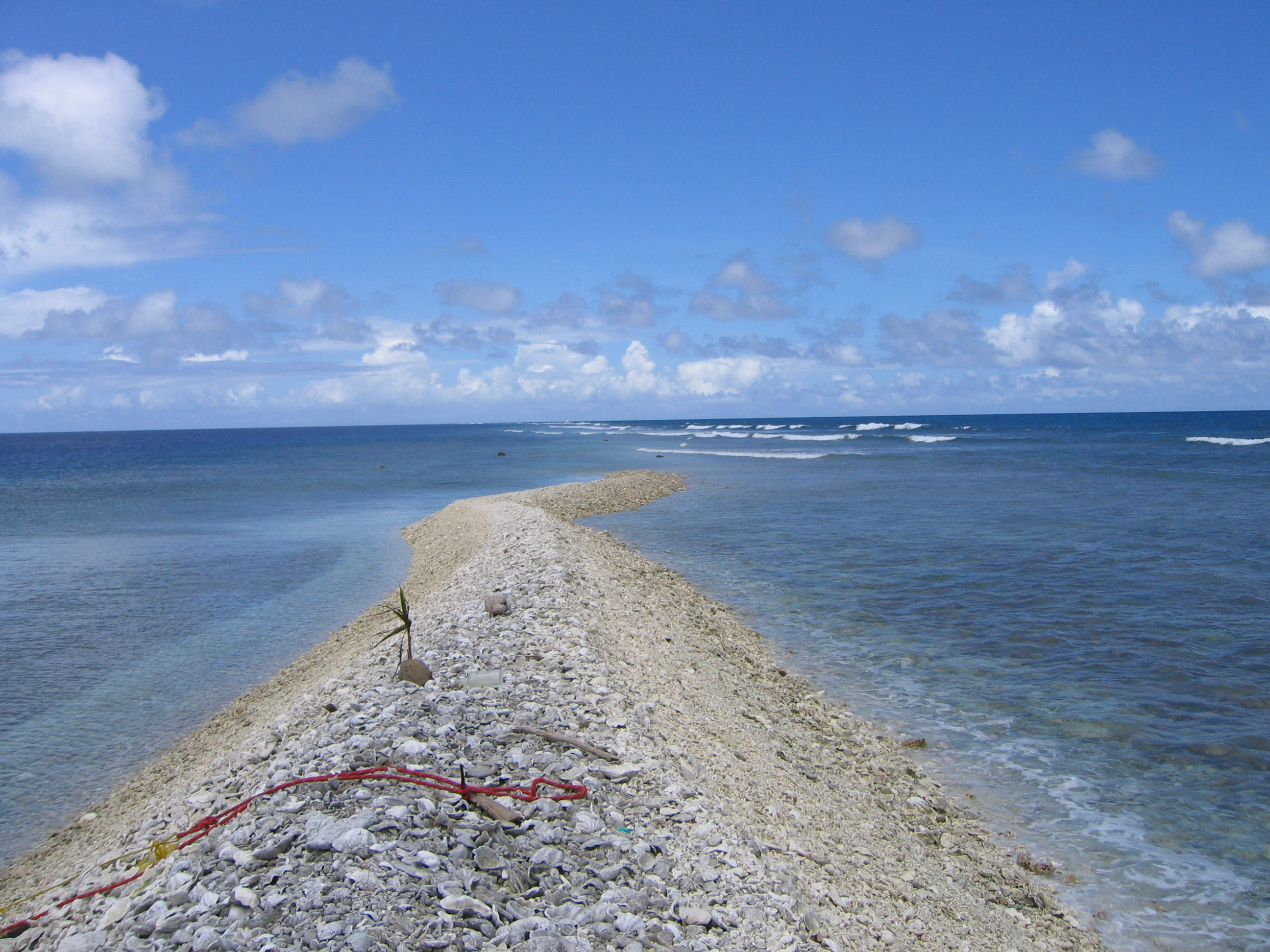
Jedna z mála fotografií přímo z místa, s malou kokosovou palmou, možná jedinou na útesu (2003)
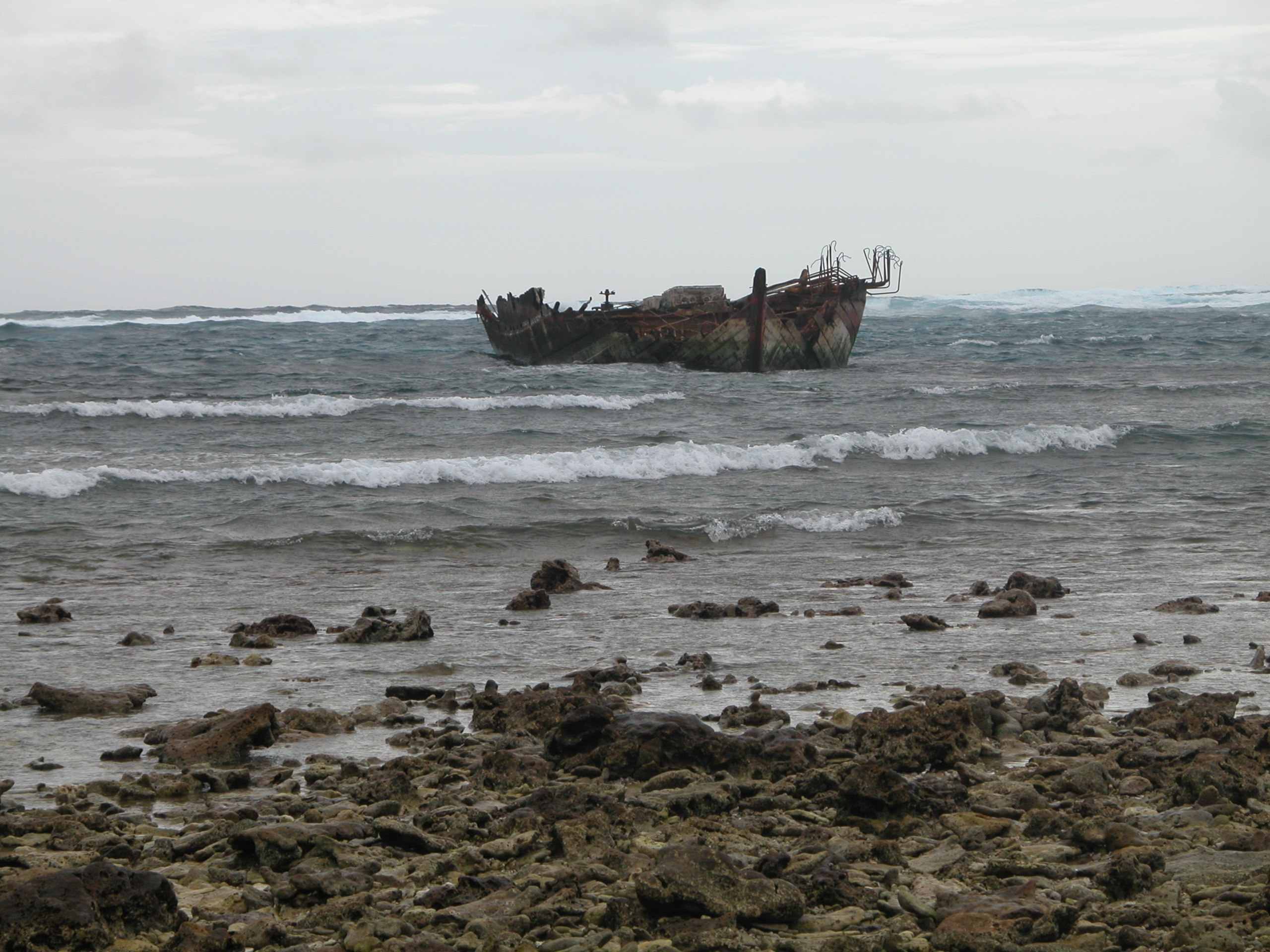
Vrak lodi, která v minulosti najela na Kingmanův útes.